# Famille Aldrovandi
Pour les articles homonymes, voir Aldrovandi.
La famille Aldrovandi est une famille de Bologne dont les origines remontent à 1175.

## Histoire
En 1467, la famille est admise au sénat bolonais et avec Pompeio, en 1596 elle hérite du comté de Viano.
En 1690, Filippo, par héritage de son oncle maternel Ranieri Marescotti, ajoute le nom « Marescotti » au sien et la famille devient « Aldrovandi-Marescotti ».
Principaux membres de la famille :
- Nicola, plusieurs fois ambassadeur et enseignant de droit civil dans le studio bolonais (1381 - 1423);
- Francesco, diplomate, poète et mécène (mort en 1512) ;
- Ulisse (1522 - 1605), médecin et naturaliste
- Pompeio (1668 -1752), cardinal
- Luigi (Bologne 1876 - 1945);

## Pour approfondir